# 21682 Peštafrantišek
(21682) Peštafrantišek, denumire internațională (21682) Pestafrantisek, este un asteroid din centura principală de asteroizi.

## Descriere
21682 Peštafrantišek este un asteroid din centura principală de asteroizi. A fost descoperit pe 9 septembrie 1999 la Observatorul din Ondřejov de Petr Pravec și Peter Kušnirák. Asteroidul prezintă o orbită caracterizată de o semiaxă mare de 2,47 ua, o excentricitate de 0,08 și o înclinație de 8,5° în raport cu ecliptica.